# Имени Барсученко
Им. Барсуче́нко — остановочный пункт Савёловского направления Московской железной дороги в Дмитровском городском округе Московской области.
Приказом генерального директора ОАО «РЖД» О. В. Белозёрова от 17 мая 2019 года остановочный пункт был переименован в честь ветерана Великой Отечественной войны, кавалера ордена Красной Звезды, стрелочницы, почётного жителя Дмитровского района Марии Барсученко.

## Описание

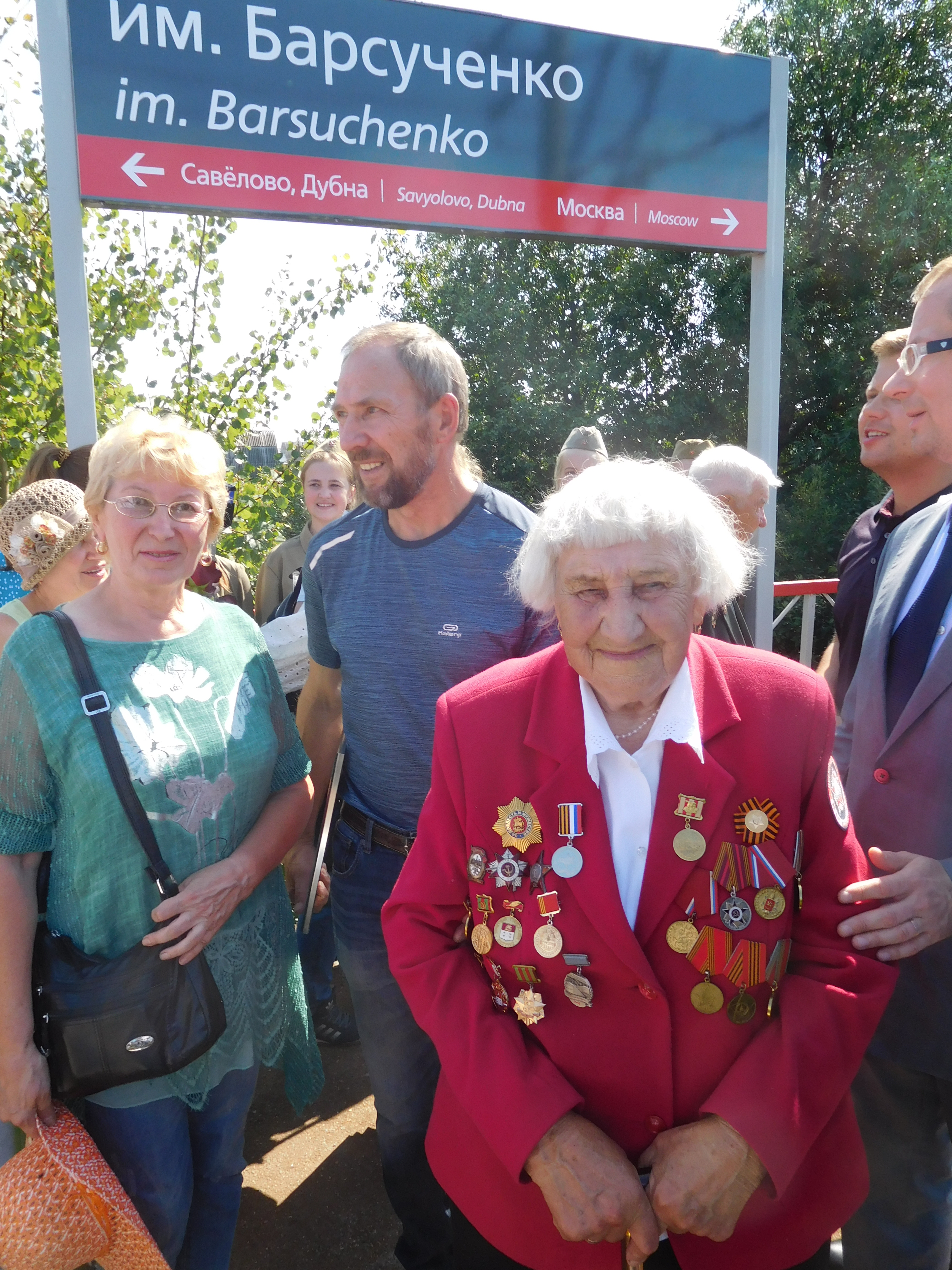
Мария Барсученко на платформе им. Барсученко, 27 июля 2019 года

Остановочный пункт находится на 75-м километре от Москвы. Интенсивность движения составляет около 15 пар в сутки. Имеется беспересадочное сообщение со Смоленским (Белорусским) направлением.
Самые дальние беспересадочные станции назначения на январь 2019 года:
- Дубна
- Савёлово
- Звенигород

Рядом находятся:
- Шоссе А-104
- Канал имени Москвы
- Деревня Ивашево
- СНТ «Почтовик»
- Дмитровский филиал (ДФ) МГТУ им. Н. Э. Баумана
- Склады «Магнита» и «ФМ Логистик» (возле автодороги Дмитров — Орудьево)

## Работа ж/д кассы и автоматы по выдаче посадочных талонов
Касса была отремонтирована в ходе ремонта в 2014 году и работала с ноября 2014 по август 2019 года, причем несколько раз закрывалась на время. С 30 августа 2019 года касса вновь закрыта.
На ОП есть два автомата по выдаче посадочных талонов.